# Schwimm-Club Wiesbaden 1911

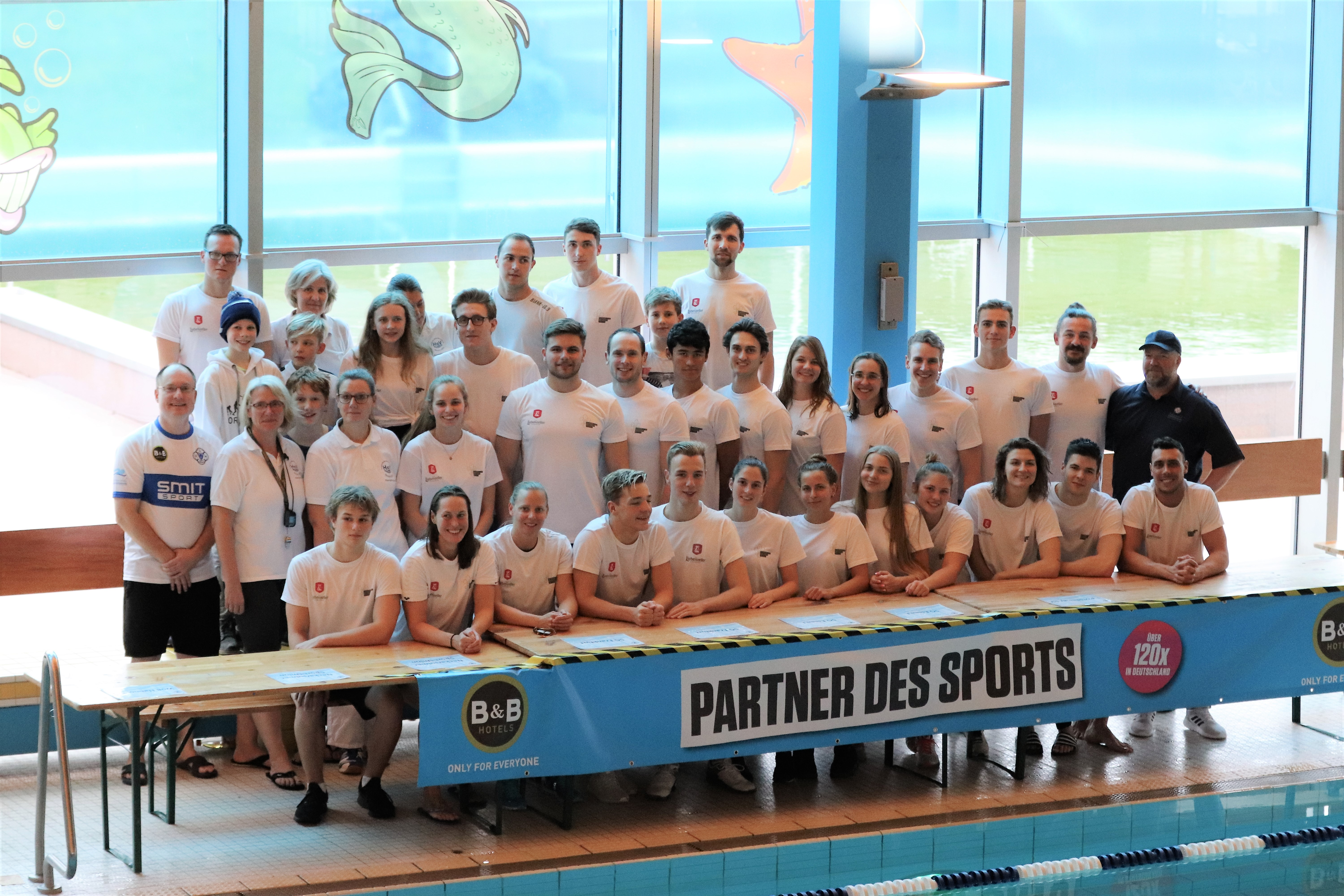
SCW Team Bundesliga 2020

Der Schwimm-Club Wiesbaden 1911 e. V. (SCW) wurde im Jahr 1911 gegründet und bestand aus vielen verschiedenen Abteilungen (Schwimmen, Wasserball, Kanu, Camping, Rodeln, Skifahren, Tischtennis, Segeln, Motoryacht, Wasserski, Fasching). Heute ist der Verein in 5 Abteilungen gegliedert: Schwimmen, Yacht/Segeln, Wasserball, Triathlon, Camping.

## Abteilung Schwimmen

### Geschichte
Der SC Wiesbaden 1911 ist seit mehreren Jahrzehnten national und international im Juniorenbereich des Schwimmsports erfolgreich und mit beiden Mannschaften in der 1. Bundesliga vertreten. Viele internationale Weltathleten, wie Anthony Ervin oder Jenna Laukkanen, sind mittlerweile eng verbunden mit dem SCW und bestreiten gemeinsame Trainingslager.
2008 gewann das Männerteam die Deutschen Mannschaftsmeisterschaften im Schwimmen und wurde Meister in der 1. Bundesliga. 2020 wurden die Damen Deutscher Vizemeister.
Anlässlich der historischen Schwimmgeschichte der Familie Meeuw (Folkert, Jutta und Helge Meeuw) rief der Verein im Jahr 2017 den „Meeuw Cup“ zu ihren Ehren ins Leben, der jährlich im Herbst ausgetragen wird.
2020 war der Schwimmverein Ausrichter der 1. Bundesliga und führte erstmals einen Livestream für diese Veranstaltung ein. Hier wurde auch der Zuschauerrekord überboten, der bis dahin bei 13.000 lag.

### Abteilungsleitung
- Abteilungsleiter: Christian Ertel
- stellvertretende Abteilungsleiterin: Susanne Maskort
- Sportliche Leiterin: Jenny Mensing
- Abteilungs-Kassierer: Klaus Maskort[4]

### Trainerstab
- Seit 2001 ist Oliver Grossmann Cheftrainer des Schwimmclubs. Zuvor stand er bei der SG EWR Rheinhessen am Beckenrand. Zusätzlich ist er Stützpunkttrainer des DSV Stützpunkts Rhein-Main und arbeitet für die Talentfördergruppe des Landes Hessen. Grossmann war selbst lange Leistungssportler und konnte im Aquathlon zweimal den Weltmeistertitel gewinnen.[5]
- Anne Kuhn, Birgit Koschischek, Till Thüring, Darko Milanovic sowie Markos Lira zählen zum Trainerteam.[4]

### Erfolge

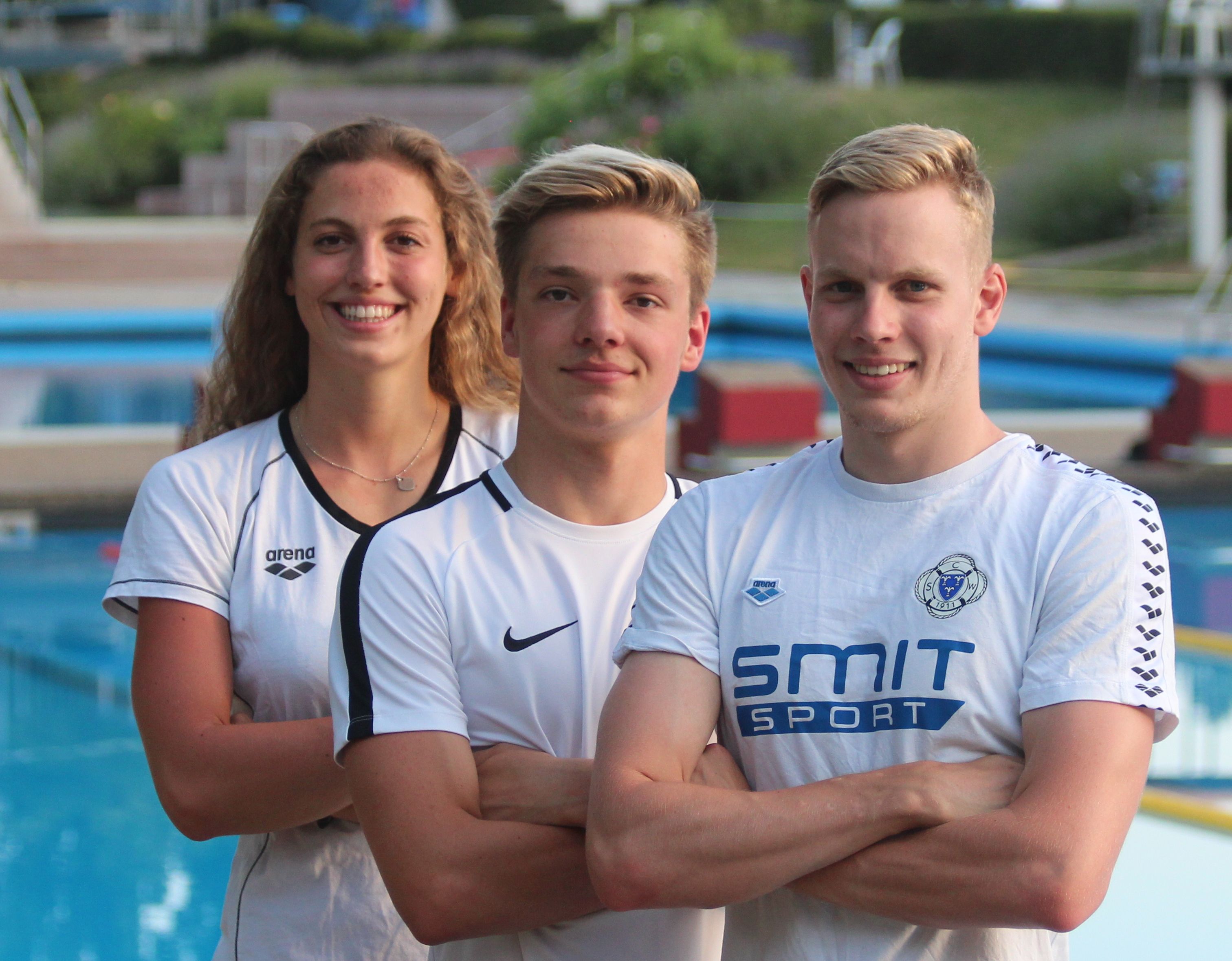
Rosalie Kleybolt, Jon Kantzenbach, Felix Ziemann

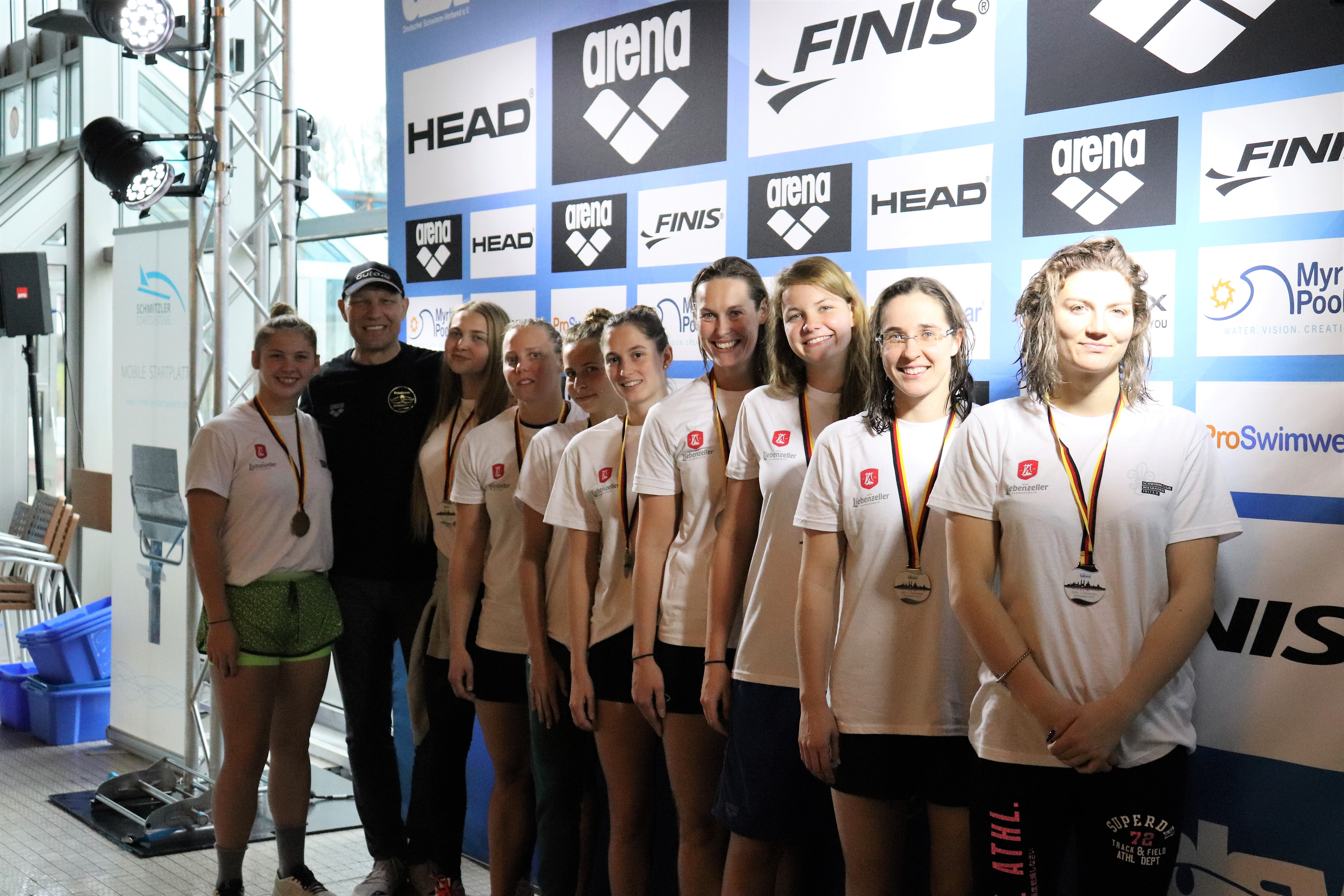
1. Mannschaft SCW Damen 2020

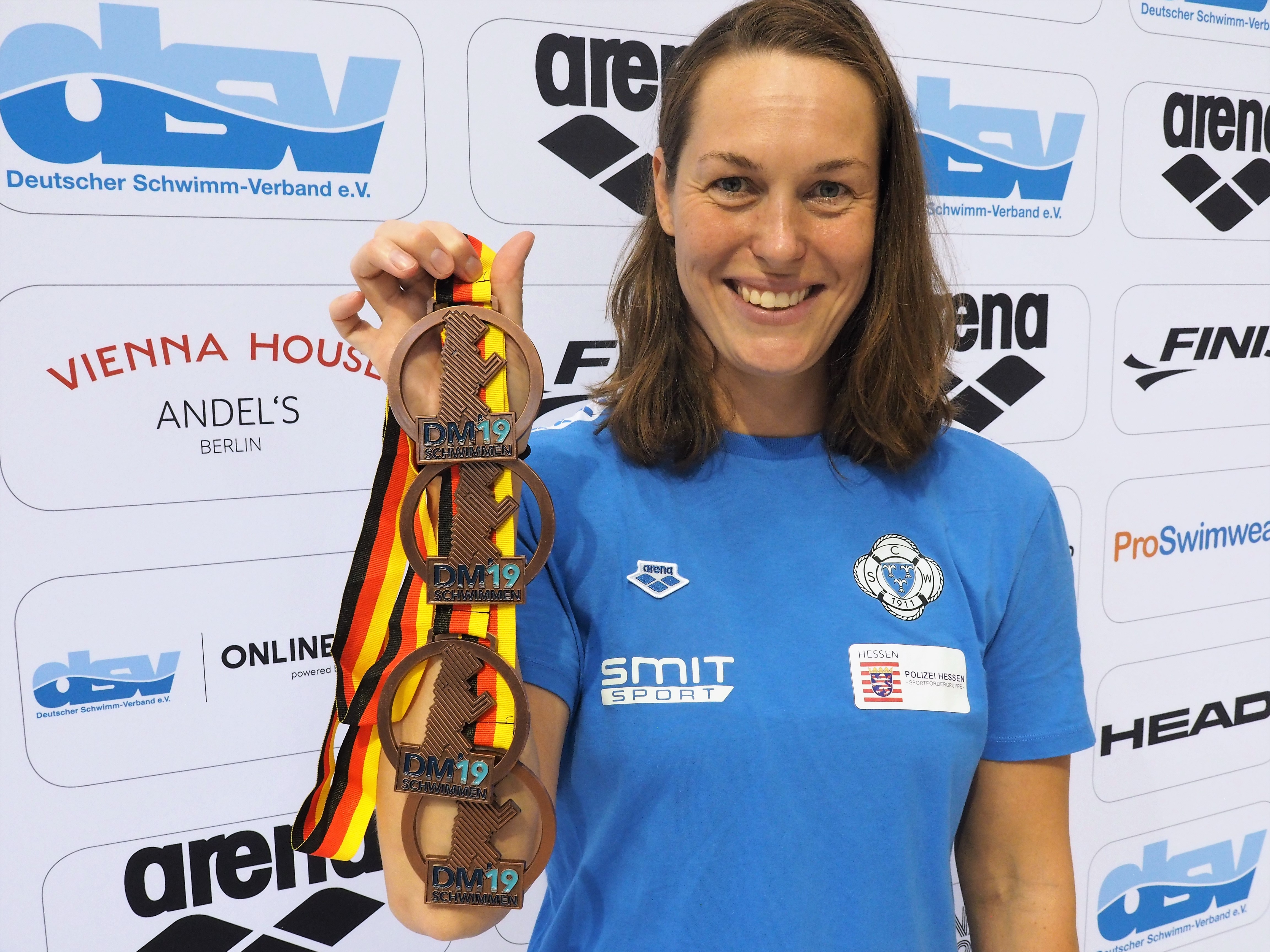
Jenny Mensing, erfolgreichste weibliche Athletin des SCW

| Vereinserfolge               | Vereinserfolge                                                           |
| ---------------------------- | ------------------------------------------------------------------------ |
| Ehrung Grünes Band           | für vorbildliche Talentförderung 2020                                    |
| Deutscher Vizemeister        | 1. Bundesliga 2020 Damen                                                 |
| Deutscher Mannschaftsmeister | 1. Bundesliga 2008 Herren                                                |
| deutscher Vereinsrekord      | 10 × 100 m Schmetterling Damen Kurzbahn, seit 2009                       |
| deutscher Vereinsrekord      | 4 × 50 m Schmetterling Damen Langbahn seit 2009                          |
| Europarekord Massenstaffel   | 100 × 25 m Freistil seit 2017                                            |
| Ehrung Grünes Band           | für vorbildliche Talentförderung 2007                                    |
| Athleten                     |                                                                          |
| Helge Meeuw                  | 6. Platz 100 m Rücken, Olympia 2012                                      |
| Jenny Mensing                | 1. Platz 4 × 100 m Lagenstaffel, EM 2012, Olympiateilnahme 2012          |
| Cathleen Rund                | 3. Platz 200 m Rücken, Olympia 1996                                      |
| Christian Reichert           | 1. Platz 5 km Teamrennen WM 2014                                         |
| Rosalie Kleyboldt            | 4. Platz 4 × 200 m Freistil JWM 2019                                     |
| Alexander Studzinski         | 4. Platz 25 km WM 2004                                                   |
| Benjamin Bilski              | JEM Teilnahme 2006, Forbes 30 under 30                                   |
| Niklas Müller                | 2. Platz Para Sportlerwahl Hessen 2021                                   |
| Christian Keber              | 2. Platz 1500 m Freistil DM 2019                                         |
| Felix Ziemann                | 2. Platz 200 m Lagen DM 2019                                             |
| Joel Ax                      | 12. Platz 200 m Freistil JEM 2009                                        |
| Viktor Keller                | 5. Platz 4 × 200 m Freistilstaffel JEM 2016                              |
| Fiona Anabel Kuhpal          | Deutsche Jahrgangsmeisterin 100 m 200 m 400 m Freistil, 400 m Lagen 2021 |
| Diego Alfons Heinze          | Deutscher Jahrgangsmeister 200 m 400 m 800 m 1500 m Freistil 2021        |
| Rettungssportler             |                                                                          |
| Danny Wieck                  | Weltrekordhalter 50 m, Retten einer Puppe, 2 × silbernes Lorbeerblatt    |
| Christian Ertel              | Weltrekordhalter 4 × 50 m Tube-Staffel, 3 × silbernes Lorbeerblatt       |
| Stephanie Kasperski          | deutscher Rekord 4 × 50 m Schmetterling, silbernes Lorbeerblatt          |
| Kerstin Lange                | Weltrekordhalterin 4 × 50 m Mix-Staffel, silbernes Lorbeerblatt          |